# Micrutalis apicalis
Micrutalis apicalis är en insektsart som beskrevs av Goding. Micrutalis apicalis ingår i släktet Micrutalis och familjen hornstritar. Inga underarter finns listade i Catalogue of Life.